# Partido Colombia Democrática
Colombia Democrática fue un partido político Colombiano, escindido del Partido Liberal Colombiano, que nació de una disidencia ideológica del Directorio Liberal de Antioquia encabezado por el entonces senador Álvaro Uribe Vélez, su primo Mario Uribe Escobar y otros líderes políticos antioqueños como William Vélez en 1985 bajo el nombre de Sector Democrático. Formó parte de la coalición "uribista" en el Congreso donde alcanzó 5 curules, 2 en Cámara y 3 en Senado. Su director fue el exsenador Mario Uribe Escobar. El partido fue uno de los movimientos más afectados con el escándalo de la Parapolítica, por cuenta del cual 4 de los 5 congresistas elegidos para el periodo 2006-2010 tuvieron que renunciar a sus escaños, así como uno de los suplentes, varios de ellos se fueron detenidos y algunos han sido condenados. El partido continuó teniendo presencia en el Congreso, puesto que quienes ejercieron los reemplazos pertenecían al mismo partido.

## Historia

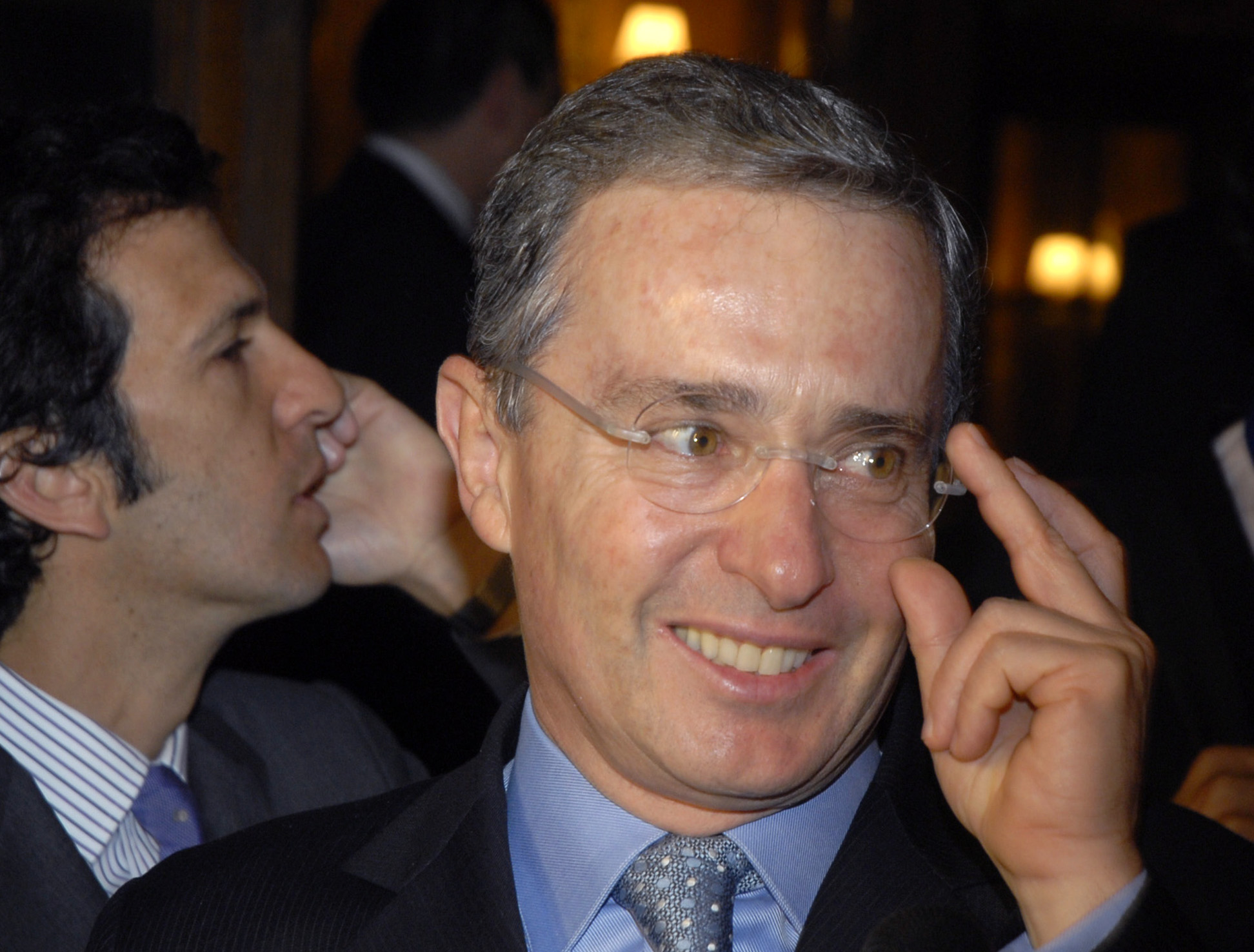
Álvaro Uribe Vélez, fundador del partido según la página web del movimiento.

En 1994 la disidencia de Sector Democrático conforma una personería jurídica para apoyar la candidatura de Álvaro Uribe a la Gobernación de Antioquia y con la que avalaron a varios diputados, alcaldes y concejales.
En las elecciones de 2002, Álvaro Uribe deja el partido liberal alegando falta de garantías para la elección de un candidato del partido a la presidencia y aspira al cargo por el movimiento Primero Colombia mediante la recolección de firmas y logra ser elegido Presidente de la República. Mientras tanto, Uribe Escobar y William Vélez se presentaron al congreso por el Movimiento de Renovación Acción Laboral, logrando ocupar una curul en el senado y otra en la cámara respectivamente. 
En 2003 y gracias a la reforma política, Mario Uribe Escobar y William Vélez junto con otros congresistas fundan el partido Colombia Democrática del cual sería nombrado presidente Uribe Escobar en 2004. En 2006, ya con el partido constituido, Uribe y Vélez repiten la fórmula para aspirar al senado y cámara resultando de nuevo elegidos y logrando para su movimiento 3 curules más para un total de 5. Mientras tanto, Álvaro Uribe logra tramitar en el congreso la reforma a la constitución que permite que sea reelegido para el periodo 2006-2010, lanzando de nuevo su candidatura por el Movimiento Primero Colombia.

## Escándalo de la parapolítica
Desde 2006 el partido enfrenta el escándalo de la parapolítica que vincula a varios de sus dirigentes con grupos narco-paramilitares pertenecientes a las Autodefensas Unidas de Colombia, esto llevó a que 4 de los 5 congresistas elegidos en 2006 abandonaran sus escaños, incluido Mario Uribe Escobar cuyo proceso ha causado controversias por la cercanía de este con el presidente de la República pues además de ser su primo ha sido su compañero político. Uribe Escobar renunció a su cargo después de ser llamado a indagatoria por la Corte Suprema de Justicia, posteriormente sería detenido por orden de la Fiscalía y más tarde recuperaría su libertad si bien su proceso no ha concluido.
Dos de los senadores implicados (Erick Morris y Miguel Alfonso de la Espriella) ya fueron condenados. Igualmente fue capturado Ricardo Elcure Chacón suplente de Mario Uribe por el mismo caso.
Los primeros detenidos fueron el senador Álvaro García Romero y el representante a la cámara Erik Morris que se encuentran hoy en la cárcel la picota de Bogotá por sus presuntos vínculos con grupos paramilitares en el departamento de Sucre; García Romero está también acusado de homicidio agravado por su presunta participación en la Masacre de Macayepo. Morris fue condenado a 6 años de prisión.
El siguiente detenido fue Miguel Alfonso de la Espriella quien inicialmente fue llamado a indagatoria ante la Corte Suprema de Justicia por aparecer como firmante del Pacto de Ralito, que se concretó entre grupos armados ilegales y políticos con el propósito de "refundar la patria". El senador fue detenido el 14 de mayo de 2007 sindicado del delito de concierto para delinquir agravado. De la Espriella renunció a su curul como congresista para evitar ser juzgado por la Corte Suprema de Justicia y su caso pasó a la Fiscalía General de la Nación. Fue sentenciado a pagar 3 años y 7 meses de prisión por un juez de Bogotá después de que aceptara los cargos y someterse a sentencia anticipada, logrando una importante rebaja de su pena.
Más tarde vendrían las acusaciones contra el presidente del partido Mario Uribe Escobar, el 15 de mayo de 2007, Salvatore Mancuso jefe desmovilizado de las AUC, en versión libre ante la fiscalía, habló de reuniones que habría sostenido con el entonces Senador. Más tarde, Jairo Castillo Peralta alias "Pitirri" quien es uno de los testigos claves del caso, acusó a Uribe Escobar de haberse favorecido con el poder de las AUC para hacerse a unas tierras en los departamentos de Sucre y Córdoba. El entonces senador fue llamado a indagatoria por la Corte Suprema de Justicia, sin embargo terminó renunciando a su escaño en el Senado para ser investigado por la justicia ordinaria. El 22 de abril de 2008 la Fiscalía dictó orden de captura en su contra, entonces el exsenador tratando de evadir a a justicia, se refugió en la embajada de Costa Rica pidiendo asilo político pero le fue negado, horas más tarde sería capturado al salir de la embajada. En agosto de 2008 el vicefiscal Guillermo Mendoza ordenó la libertad de Uribe Escobar si bien dijo que seguía vinculado al proceso.
El único congresista que resultó elegido por el partido y que no está envuelto en el escándalo es el dirigente antioqueño William Vélez, si bien este había sido cuestionado en el pasado por ser quien apoyó a Pablo Escobar durante su carrera política.
Dentro de los congresistas pertenecientes al partido que han reemplazado a los implicados en el Congreso está Luz Elena Restrepo hija de la ex-congresista y metafísica, Regina 11.